# Sam Kersten
Sam Kersten, né le 30 janvier 1998 à Nimègue aux Pays-Bas, est un footballeur néerlandais qui joue au poste de défenseur central au SC Heerenveen.

## Biographie

### FC Den Bosch
Né à Nimègue aux Pays-Bas, Sam Kersten est formé par le club de sa ville natale, le NEC Nimègue, avant de rejoindre le centre de formation du FC Den Bosch en 2011. C'est avec ce club qu'il fait ses débuts en professionnel, alors que Den Bosch évolue en Eerste Divisie. Il joue son premier match en professionnel le 2 décembre 2016, lors d'une rencontre de championnat face au FC Dordrecht. Il entre en jeu en cours de partie lors de cette rencontre, et les deux équipes font match nul (2-2). Le 30 janvier 2017 il prolonge son contrat avec Zwolle jusqu'en juin 2020.

### PEC Zwolle
Le 10 juillet 2019, est annoncé le transfert de Sam Kersten au PEC Zwolle. 
Il découvre alors avec ce club l'Eredivisie, l'élite du football néerlandais, jouant son premier match contre le Sparta Rotterdam le 25 août 2019. Il est titulaire et les deux équipes se séparent sur un score nul de deux partout.
Touché sérieusement au genou en décembre 2021, Sam Kersten est contraint d'être opéré et son absence des terrains est estimée à au moins sept mois. Sa saison est dès lors terminée.

### SC Heerenveen
Lors de l'été 2024, Sam Kersten rejoint librement le SC Heerenveen, étant en fin de contrat avec le PEC Zwolle en juin 2024. Le transfert est annoncé dès le 8 avril 2024 et il signe un contrat de trois ans, soit jusqu'en juin 2027, avec une année supplémentaire en option,.
Il joue son premier match pour Heerenveen le 11 août 2024, à l'occasion de la première journée de la saison 2024-2025 d'Eredivisie face à l'Ajax Amsterdam. Il est titularisé en défense centrale aux côtés de Paweł Bochniewicz mais son équipe est battue par un but à zéro.